# Mogoltavia sewerzowii
Mogoltavia sewerzowii är en växtart i släktet Mogoltavia och familjen flockblommiga växter.
Arten förekommer i Kirgizstan, Tadzjikistan och Uzbekistan i Centralasien. Den beskrevs först av Eduard August von Regel och fick sitt nu gällande namn av Jevgenij Korovin.